# دمیتری کوبلوف
دمیتری کوبلوف (انگلیسی: Dmitriy Koblov؛ زادهٔ ۳۰ نوامبر ۱۹۹۲) ورزشکار دو و میدانی اهل قزاقستان است.